# Lithostege pseudosacraria
Lithostege pseudosacraria là một loài bướm đêm trong họ Geometridae.